# Thoracochaeta brachystoma
Thoracochaeta brachystoma är en tvåvingeart som först beskrevs av Christian Stenhammar 1854.  Thoracochaeta brachystoma ingår i släktet Thoracochaeta och familjen hoppflugor. Arten är reproducerande i Sverige. Inga underarter finns listade i Catalogue of Life.